# Isla Kempe
Isla Kempe är en ö i Chile.   Den ligger i regionen Región de Magallanes y de la Antártica Chilena, i den södra delen av landet, 2 300 km söder om huvudstaden Santiago de Chile. Arean är 87 kvadratkilometer.
Terrängen på Isla Kempe är lite kuperad. Öns högsta punkt är 487 meter över havet. Den sträcker sig 13,9 kilometer i nord-sydlig riktning, och 16,9 kilometer i öst-västlig riktning.